# Lupino Lane

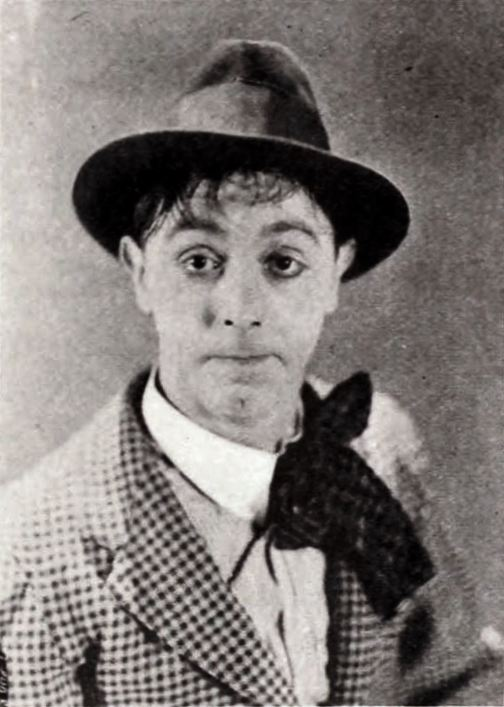
Lupino Lane (1922)

Lupino Lane, geboren als Henry William George Lupino, als Regisseur auch unter dem Pseudonym Henry W. George (* 16. Juni 1892 in London, Vereinigtes Königreich; † 10. November 1959 ebenda), war ein britischer Bühnenkomiker und Schauspieler beim britischen wie US-amerikanischen Film. Mehrfach hat er auch Filmregie geführt, dazu die Drehbücher verfasst und hin und wieder diese Filme auch produziert.

## Leben und Wirken
Der einer Dynastie von Harlekinen und Clowns entstammende Henry William George Lupino stand bereits als Kind auf der Bühne, seinen ersten Auftritt absolvierte er im Alter von vier Jahren als „Nipper Lane“ – das Pseudonym Lane geht auf den Namen seiner schauspielernden Großtante Sara Lane zurück – am Prince of Wales Theatre seiner Heimatstadt London. Später sah man Lupino, der sich bald Lupino Lane nannte, auch am Pavilion Theatre, dem Hippodrome, dem Palace Theatre und dem The Empire. Gastspiele führten ihn u. a. nach Paris, Kanada und New York City, wo er erstmals im Herbst 1920 am New York Century Theatre (in dem Stück Afgar) auftrat. Im Winter 1923/1924 filmte der drahtige, kleingewachsene Brite in Hollywood und Berlin (D. W. Griffiths Ist das Leben nicht wunderschön?), im darauf folgenden Frühjahr kehrte er an den Broadway zurück und trat in den Ziegfeld Follies am New Amsterdam Theatre auf.
Lane feierte seine größten Bühnenerfolge als Varieté-Artist, in der musikalischen Komödie und als Pantomime. Seine Harlekinaden, die er auch im Film immer wieder zum Besten gab, wurden zu gefeierten Beispielen clownesker, körperverrenkender, akrobatischer Komik. Seinen größten Erfolg feierte Lupino Lane ab 1937 als Bill Snibson in dem Comedy-Musical Me and My Girl an Londons Victoria Palace, in dem Lane den Lambeth Walk kreierte, der sich auf den Britischen Inseln bald zu dem Modetanz der letzten Jahre vor dem Zweiten Weltkrieg entwickeln sollte. Insgesamt 1550 Mal stand er mit dieser Rolle, die die seines Lebens werden sollte, en suite auf der Bühne. Lane beendete seine Leinwandlaufbahn 1938 mit der Verfilmung dieses Bühnenklassikers und übernahm selbstverständlich auch diesmal die Rolle des Snibson. Anschließend konzentrierte sich Lane wieder ganz auf die Bühne, aber es wurde deutlich ruhiger um ihn. Im Jahr 1946 erwarb er die Kriegsruine des Londoner Gaiety Theatre, doch der Wiederaufbau scheiterte an der Finanzierung. Zuletzt, in den 1950er Jahren, unternahm Lane auch kleinere Ausflüge zum Fernsehen und zum Radio.

## Familiäres
Lupino Lane, der seit Februar 1917 mit der Schauspielerin Violet Blythe (1892–1983) verheiratet gewesen war, war der Cousin der Bühnenschauspieler Barry Lupino (1884–1962) und Stanley Lupino (1893–1942) sowie der Onkel von Ida Lupino.

## Filmografie
als Schauspieler, wenn nicht anders angegeben
- 1915: His Cooling Courtship
- 1915: The Man in Possession
- 1915: Nipper’s Busy Holiday
- 1915: Nipper and the Curate
- 1916: Nipper’s Busy Bee Time (auch Produktion)
- 1916: A Wife in a Hurry
- 1916: The Dummy
- 1917: The Missing Link
- 1918: The Blunders of Mr. Butterbun: Unexpected Treasure
- 1918: His Busy Day
- 1918: His Salad Days
- 1918: Love and Lobster
- 1919: A Dreamland Frolic
- 1919: Clarence, Crooks and Chivalry (auch Produktion)
- 1920: A Lot About Lottery
- 1920: A Night Out and a Day In
- 1922: The Broker
- 1922: The Reporter
- 1923: A Friendly Husband
- 1924: Ist das Leben nicht wunderschön? (Isn't Life Wonderful?)
- 1925: The Fighting Dude (Kurzfilm)
- 1927: Movieland (Kurzfilm)
- 1928: Hectic Days (Kurzfilm)
- 1929: The Show of Shows
- 1929: Liebesparade (The Love Parade)
- 1930: Bride of the Regiment
- 1930: Golden Dawn
- 1930: The Yellow Mask
- 1931: Never Trouble Trouble (auch Regie und Produktion)
- 1931: No Lady (auch Regie)
- 1931: Love Lies (auch Regie, Co-Drehbuch)
- 1931: The Love Race (auch Co-Regie)
- 1932: The Innocents of Chicago (nur Regie, Co-Drehbuch)
- 1932: The Maid of the Mountains (auch Regie, Co-Drehbuch)
- 1932: Old Spanish Customers (nur Regie)
- 1933: Letting in the Sunshine (nur Regie)
- 1933: My Old Duchess (nur Regie)
- 1933: A Southern Maid
- 1934: Who’s Your Father? (auch Co-Produktion, Co-Drehbuch und Regie als Henry W. George)
- 1935: The Deputy Drummer (auch Regie als Henry W. George)
- 1935: Trust the Navy (auch Regie als Henry W. George)
- 1936: Hot News
- 1938: The Lambeth Walk
- 1939: Me and My Girl (Fernsehfilm, auch Regie)